# Odilon Kossounou
Kouakou Odilon Dorgeless Kossounou (ur. 4 stycznia 2001 w Abidżanie) – iworyjski piłkarz występujący na pozycji obrońcy w niemieckim klubie Bayer Leverkusen oraz w reprezentacji Wybrzeża Kości Słoniowej. Zwycięzca Pucharu Narodów Afryki w 2023 roku.
Wychowanek ASEC Mimosas, w trakcie swojej kariery grał także w takich zespołach, jak Hammarby IF oraz Club Brugge.